# Muziej i centr chomusa narodow mira
Muziej i centr chomusa narodow mira (ros. Музей и центр хомуса народов мира) – państwowe muzeum drumli w Jakucku w Rosji, założone w 1990 roku, jedyne tego typu muzeum na świecie.

## Historia
Drumla dla Jakutów jest symbolem kultury narodowej i jest jej przypisywana duchowa moc, traktuje się ją jako wizytówkę Republiki Jakucji. 
Placówka powstała 30 listopada 1990 roku. Założycielem muzeum jest Iwan Jegorowicz Aleksiejew, który jest jego dyrektorem (stan na 2023 rok). W 2009 roku muzeum otrzymało zbiór drumli od amerykańskiego kolekcjonera Fredericka Crane’a. Muzeum jest finansowane ze środków państwowych.

## Zbiory
Kolekcja muzeum obejmuje ponad 9 tysięcy eksponatów (stan na 2022), w tym 1700 drumli pochodzących z 57 państw (stan na 2023 rok). Ekspozycja stała została rozlokowana w czterech salach wystawowych: pierwsza dotyczy drumli jakuckich, druga – drumli z innych rejonów świata, trzecia prezentuje kolekcję Fredericka Crane’a (najstarsza drumla pochodzi z XIV wieku), a czwarta opowiada o biciu rekordu Guinnessa w grze na drumli (ustanowiono go w 2011 roku – na drumlach razem zagrały 1344 osoby).

## Galeria

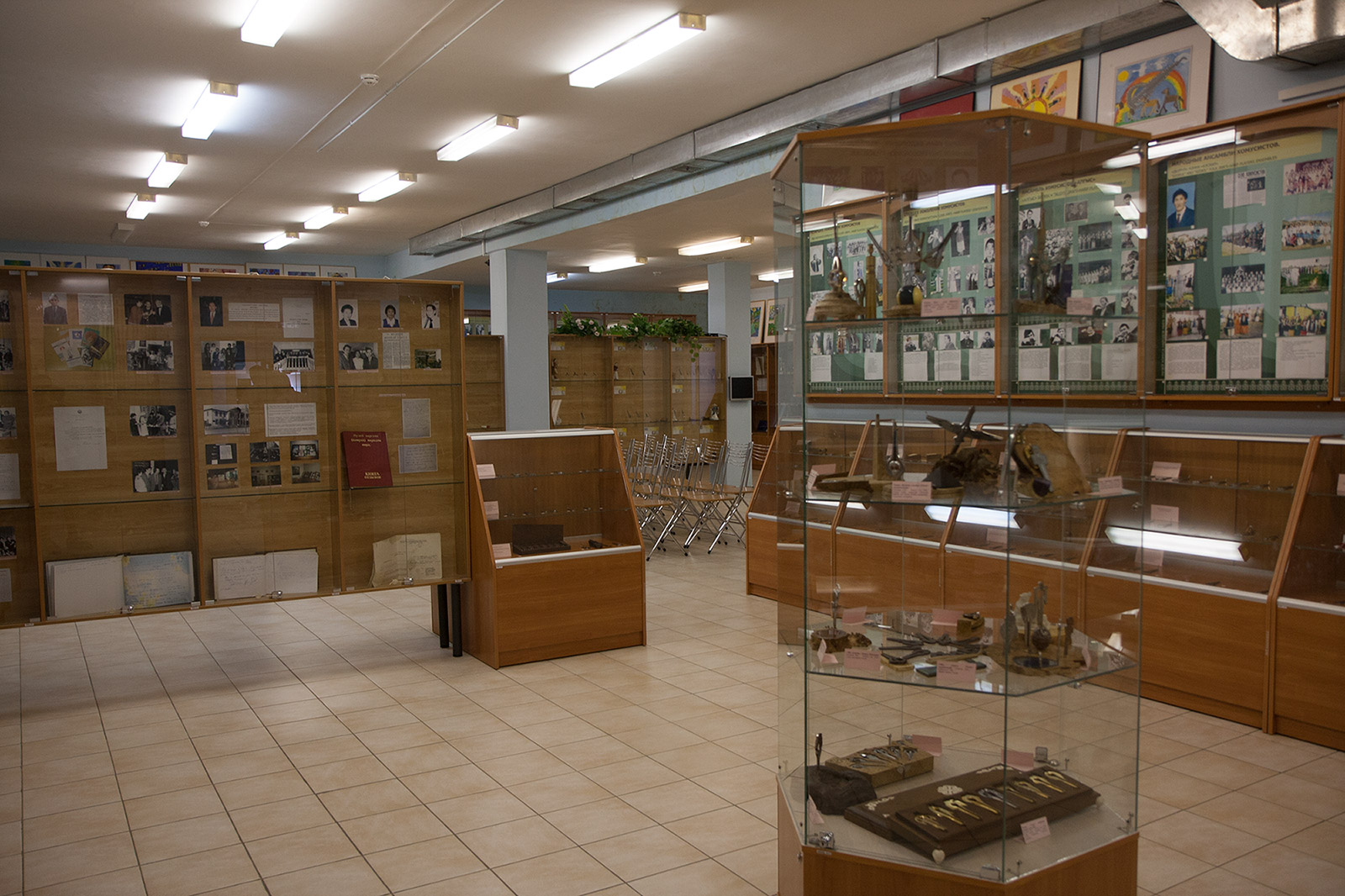
Sala ekspozycyjna (2013)
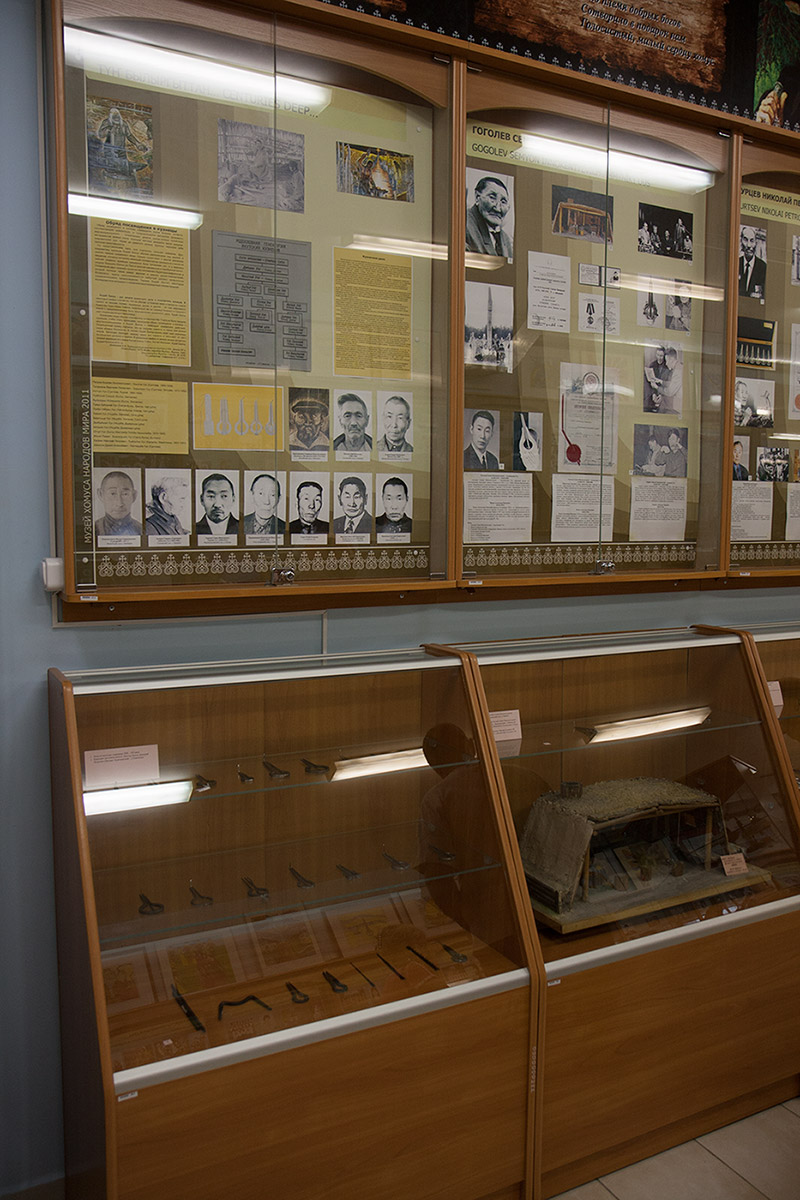
Gabloty z sylwetkami artystów
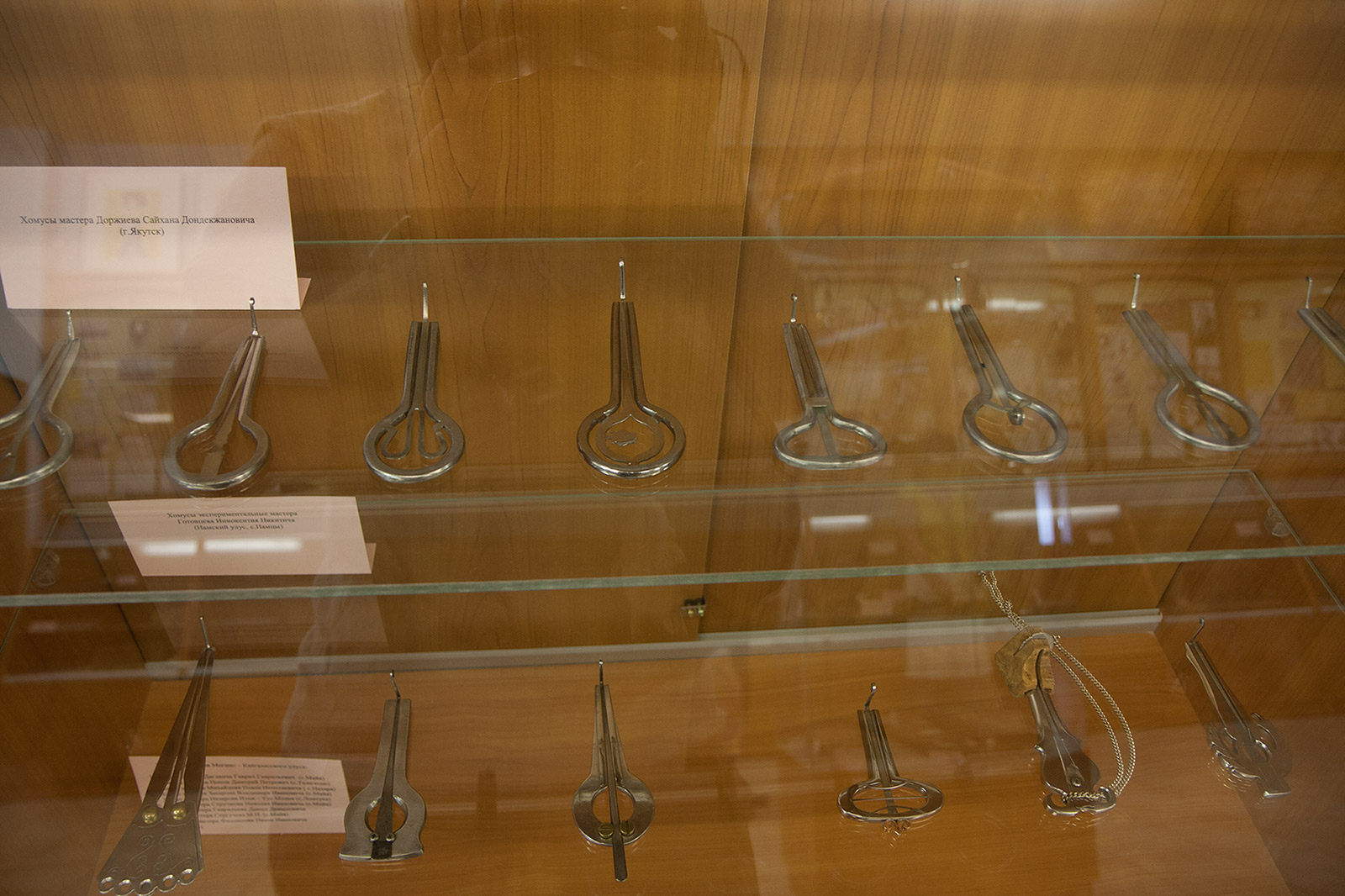
Drumle z Jakucka
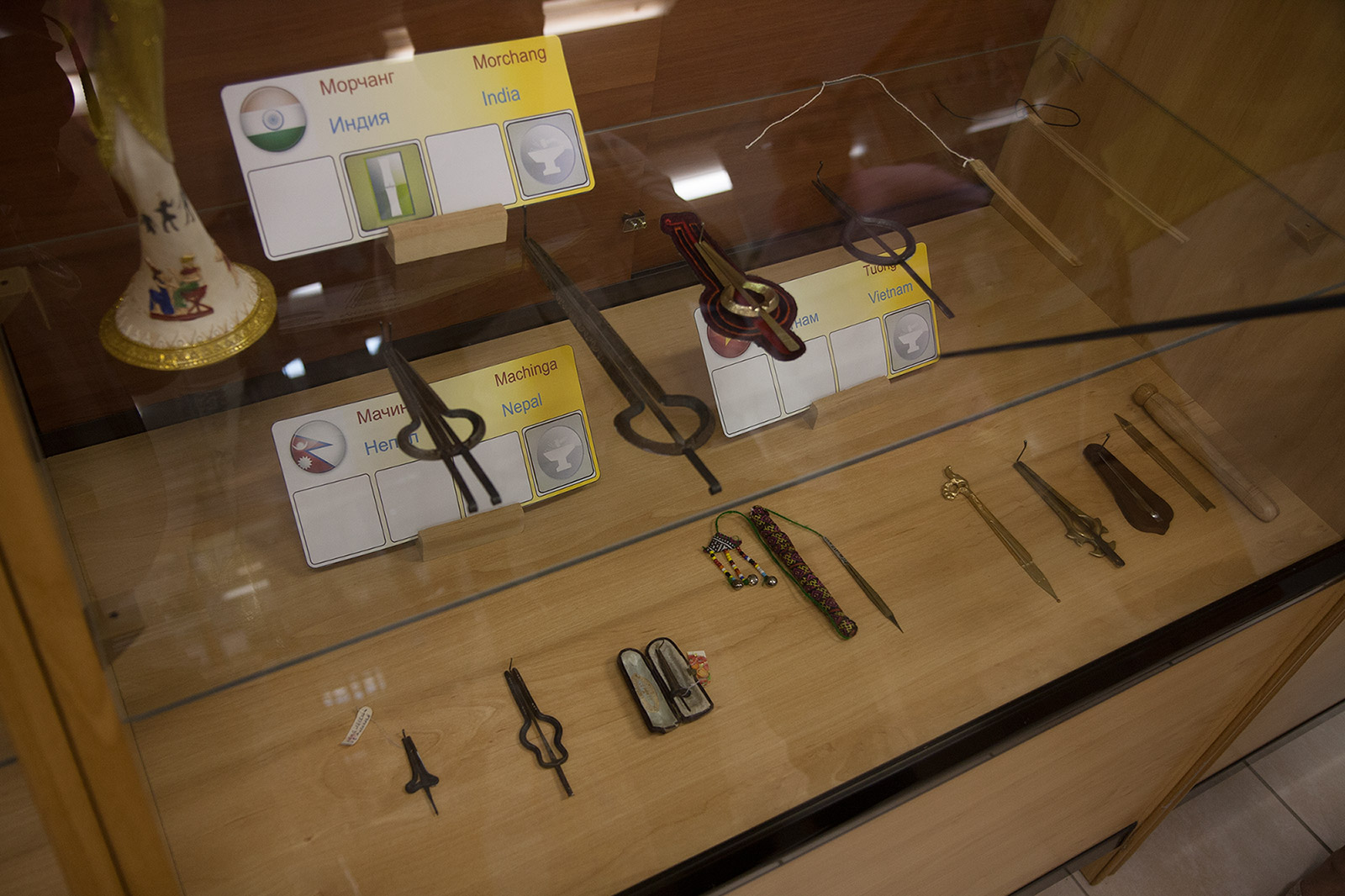
Drumle z Indii, Nepalu i Wietnamu
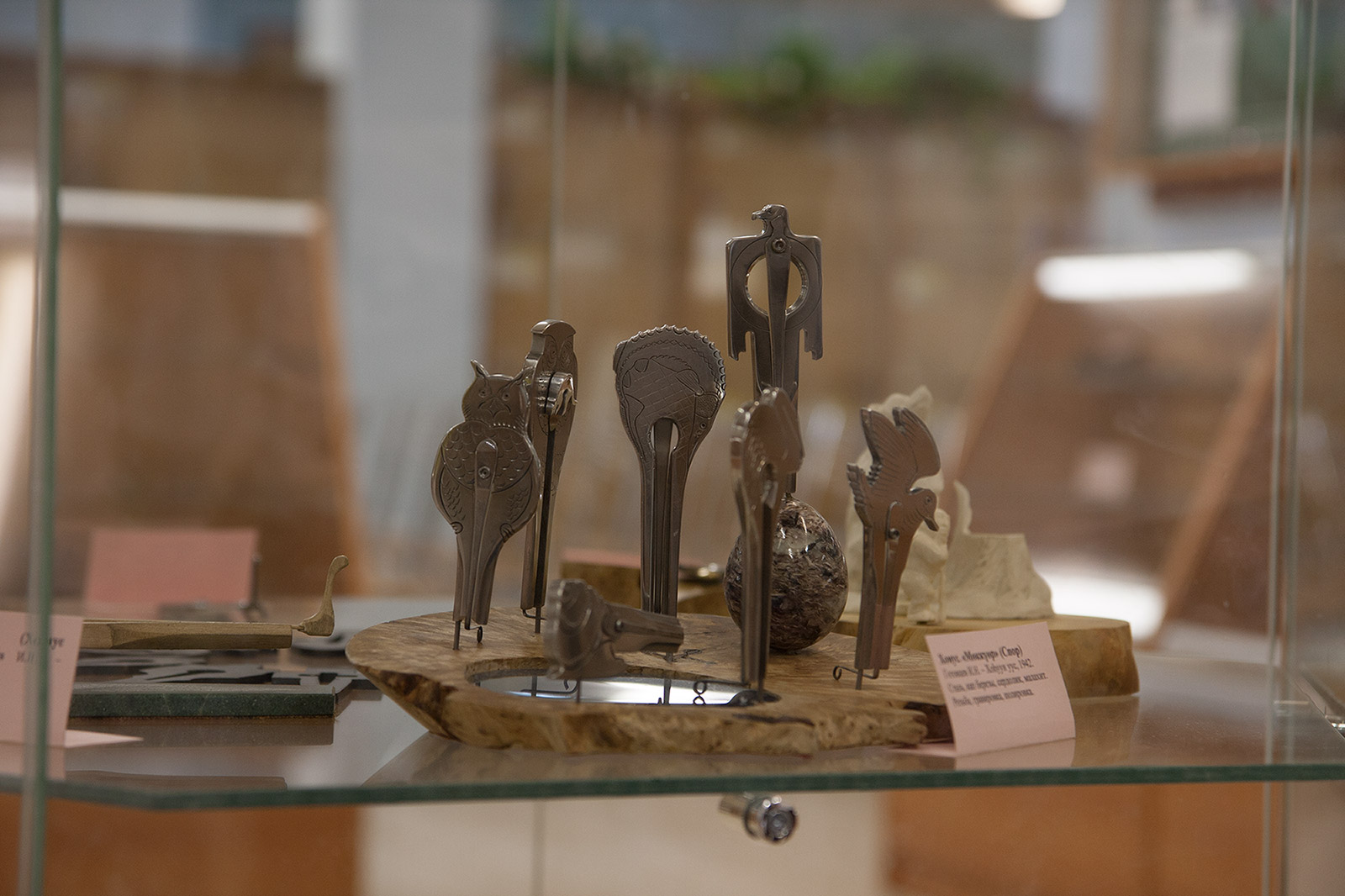
Drumle w kształcie ptaków
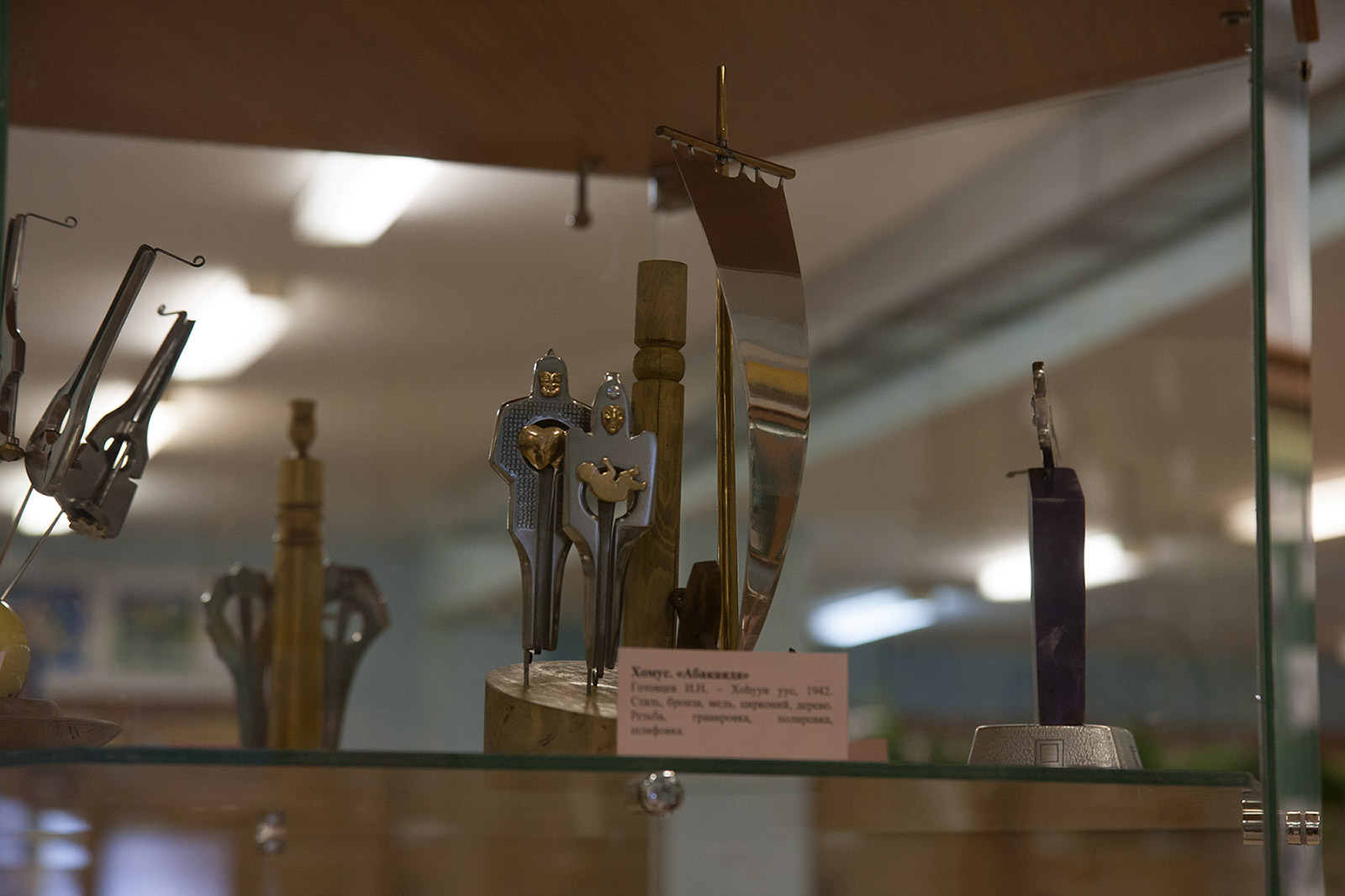
Drumle w kształcie wojowników